# Khaemwaset (Ramesses III)
Khaemwaset là một vương tử của pharaon Ramesses III thuộc Vương triều thứ 20 trong thời kỳ Ai Cập cổ đại. Ông được chọn làm trữ quân nhưng đã qua đời khi còn trẻ, do vậy nên người em là Meryamun trở thành vua kế vị, tức Ramesses IV.

## Thân thế
Do Ramesses III xem Ramesses II tiền nhiệm là hình mẫu nên ông cũng đặt tên các con mình theo tên các con trai của Ramesses II. Khaemwaset này được đặt theo tên của thái tử Khaemwaset, con trai thứ 4 của Ramesses II nhưng đã qua đời trước vua cha. Ông được phong làm tư tế của Ptah tương tự như thái tử Khaemwaset con của Ramesses II, nhưng chưa bao giờ đạt đến chức Đại tư tế.
Khaemwaset được biết đến qua phù điêu đám rước các vương tử trên đền thờ Ramesses III ở Medinet Habu. Khaemwaset, cùng với một vương tử khác là Pareherwenemef, đều được gọi là Con trai cả của Nhà vua. Có thể đây là một danh hiệu trao cho những người con đầu lòng của hai hậu phi khác nhau. Tuy là những người con lớn nhưng lại không kế vị, cho thấy họ đều đã sớm qua đời dưới thời vua cha.
Không có văn tự nào cho biết mẹ của Khaemwaset là ai. Ngôi mộ QV44 của ông có kiểu thức trang trí rất giống với của QV52, là mộ của vương hậu Tyti, cũng như của hai vương tử khác là Amunherkhepeshef (QV55) và Meryamun (QV53). Do đó, các nhà nghiên cứu tin rằng, cả 3 vương tử này đều là con trai của Tyti, tức cũng là những anh em cùng mẹ với vua Ramesses IV.

## Lăng mộ QV44
Lần đầu phát hiện vào năm 1903, ngôi lăng QV44 chứa khoảng 49 quan tài gỗ thuộc Vương triều thứ 22 đến thứ 26, do đời sau sử dụng là nơi chôn cất các quý tộc bậc thấp làm việc trong Đền thờ thần Amun. Từ lối vào, hành lang dẫn đến một phòng ngoài cùng (tiền sảnh), với bích họa mô tả Ramesses III và Khaemwaset đang dâng lễ vật cho các vị thần. Khaemwaset được mô tả ở độ tuổi thanh thiếu niên, cho thấy vương tử mất khi còn trẻ. Tiền sảnh có hai phòng phụ ở hai bên với bích họa của các vị thần chịu trách nhiệm dẫn người chết về thế giới bên kia. Tiền sảnh thông với phòng đặt quách, nơi bích họa trên tường mô tả các cảnh từ Sách của người chết, Khaemwaset luôn theo sau Ramesses III. Trong cùng là phòng có màu sơn khác biệt so với các phòng khác trong lăng mộ, tường được sơn vàng ví như sự tái sinh của mặt trời. Chỉ có Ramesses III xuất hiện trên các bích họa, không có sự hiện diện của Khaemwaset.

### Bích họa trên tường mộ

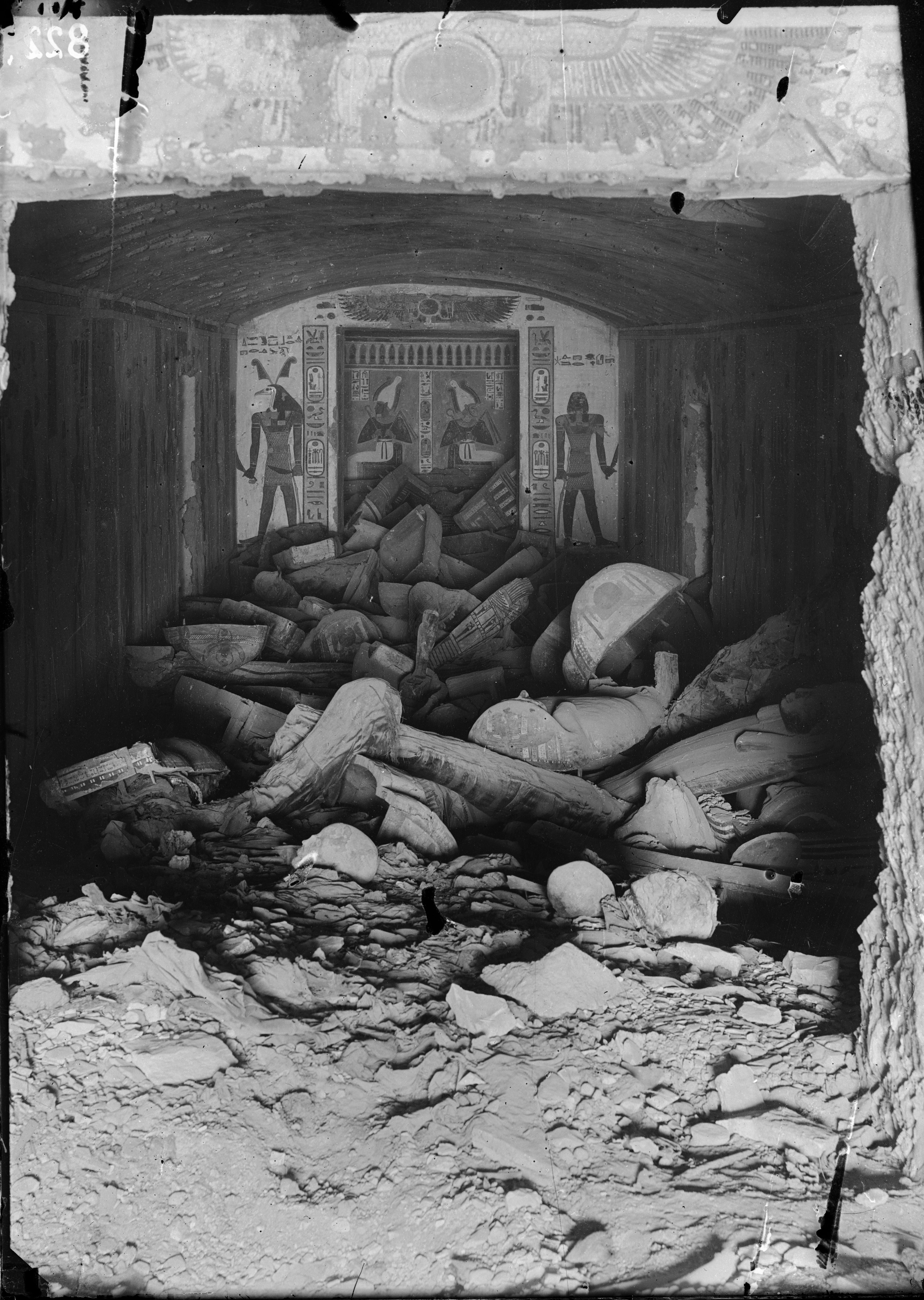
Hơn 40 quan tài gỗ của các triều đại sau chất đầy trong hành lang dẫn vào phòng ngoài
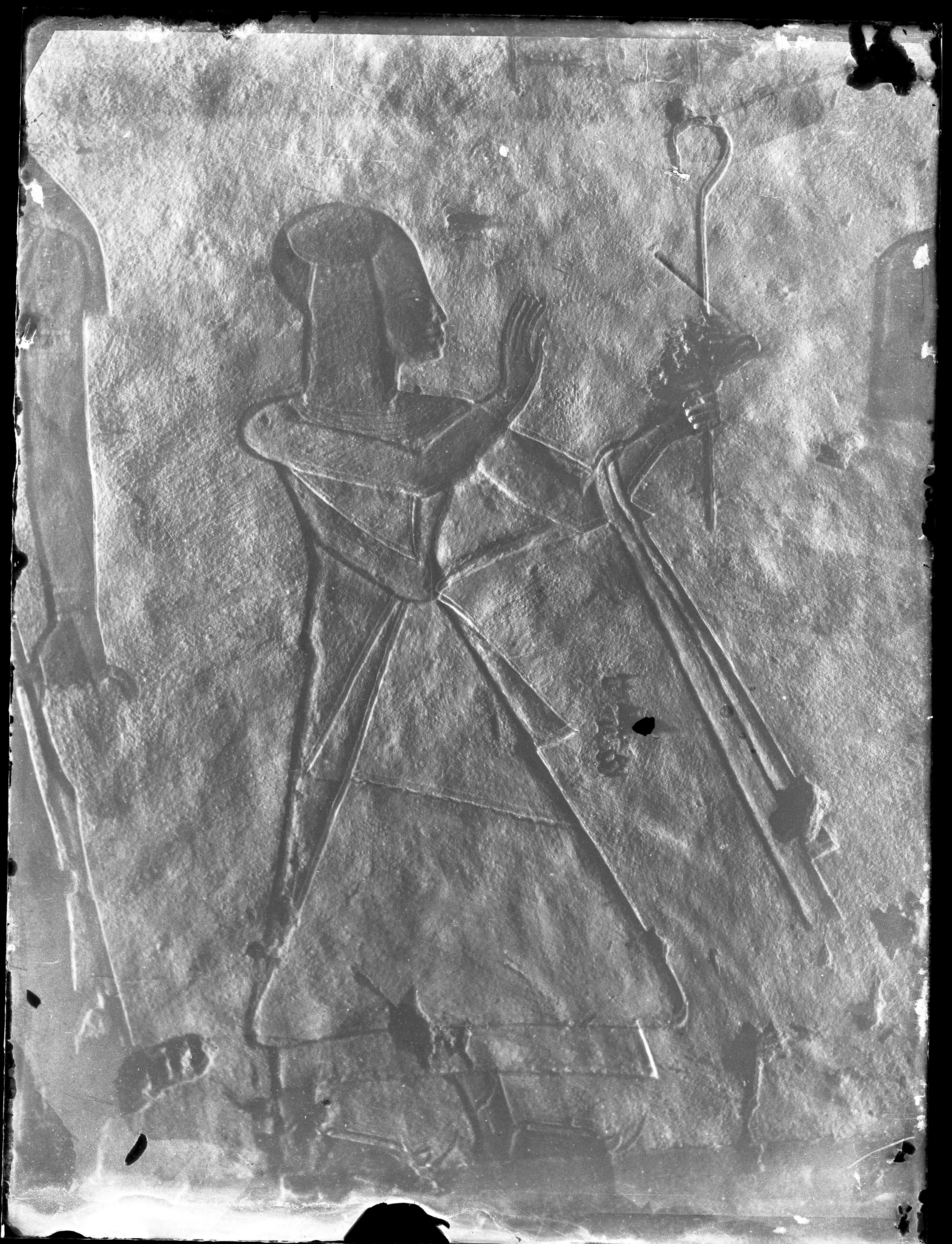
Vương tử Khaemwaset trên một bích họa
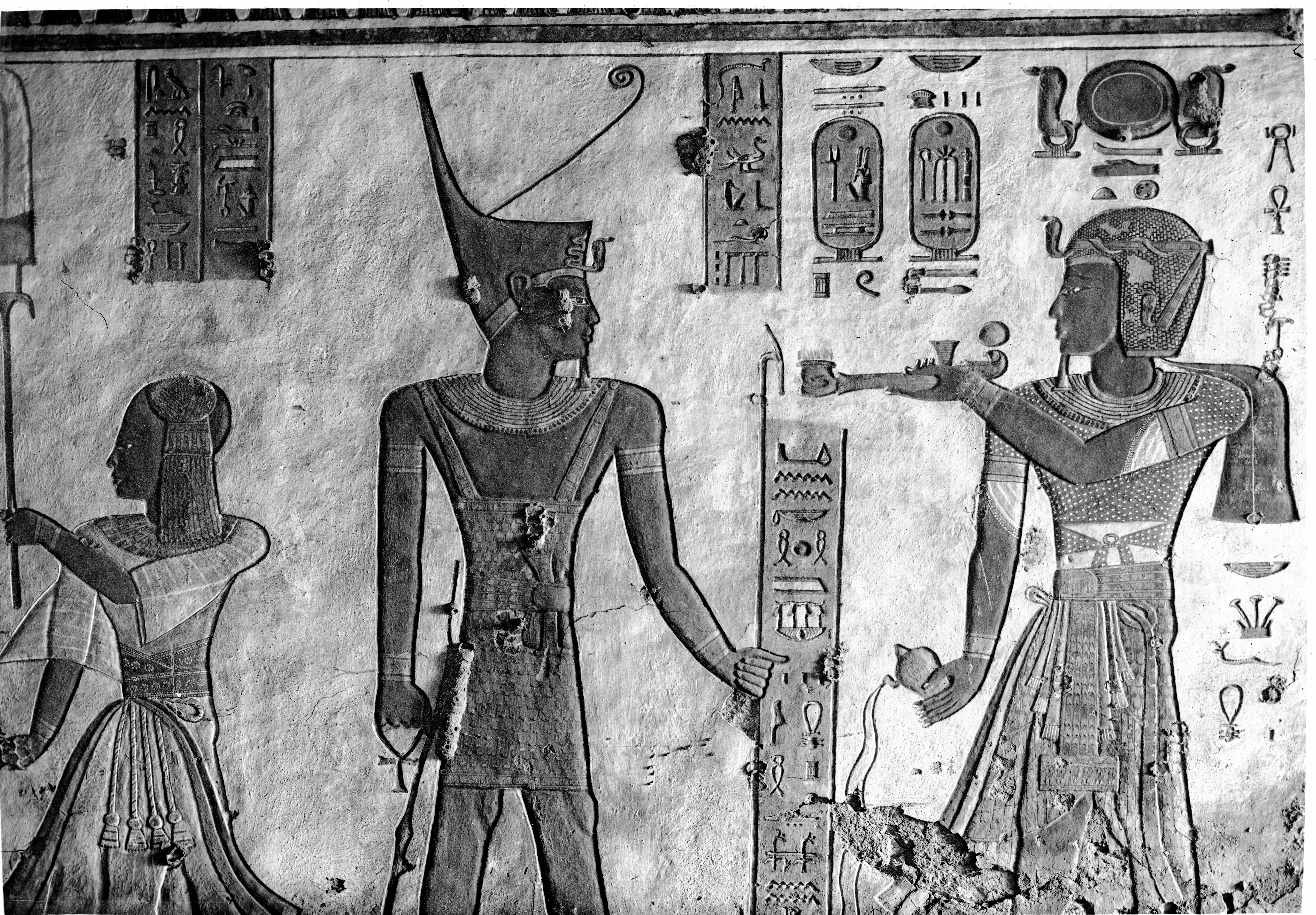
Ramesses III dâng hương cho thần Geb, Khaemwaset đứng bên trái vua cha
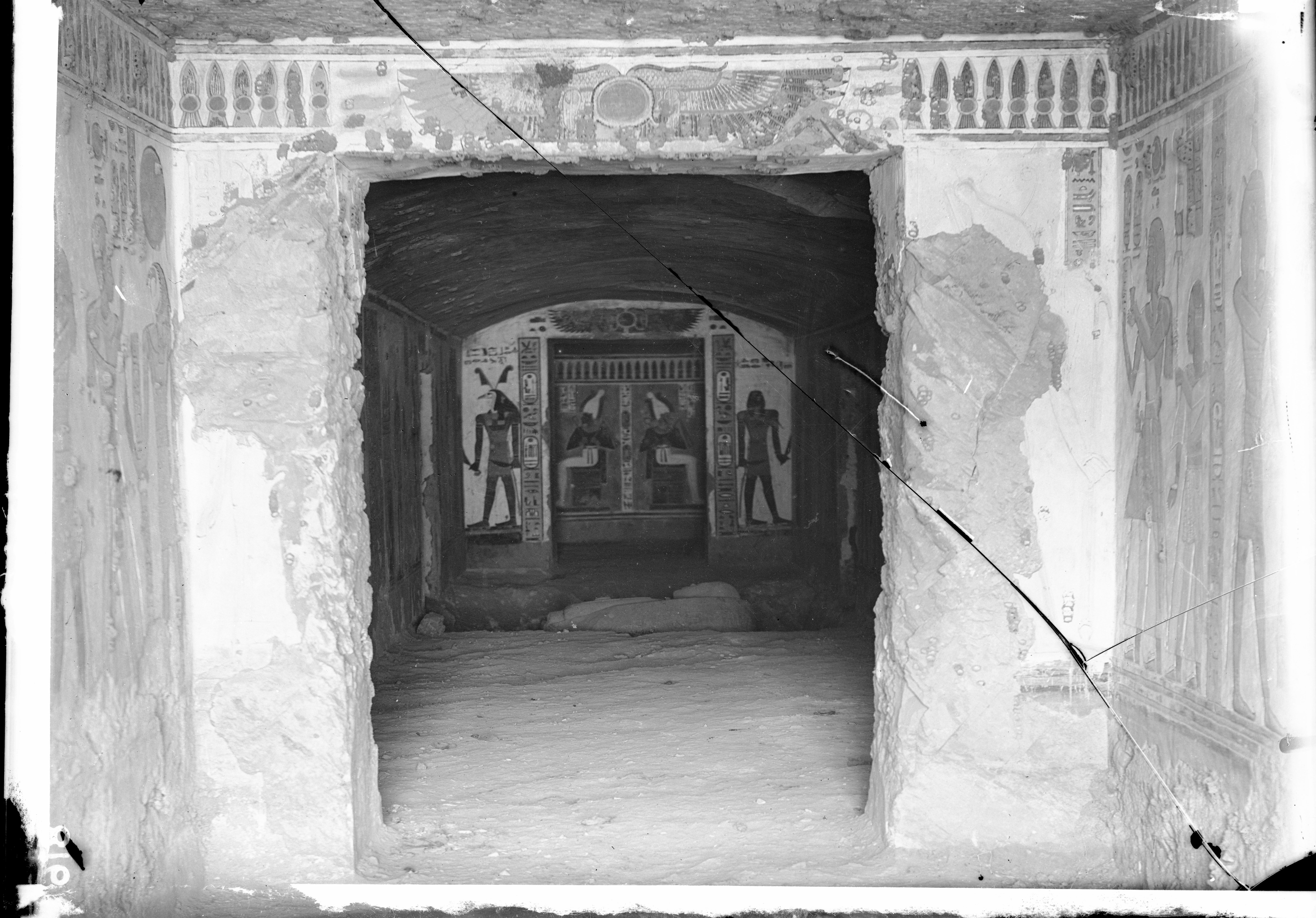
Phòng đặt quách nhìn từ tiền sảnh (có thể thấy rõ nắp quách đá nhô lên)
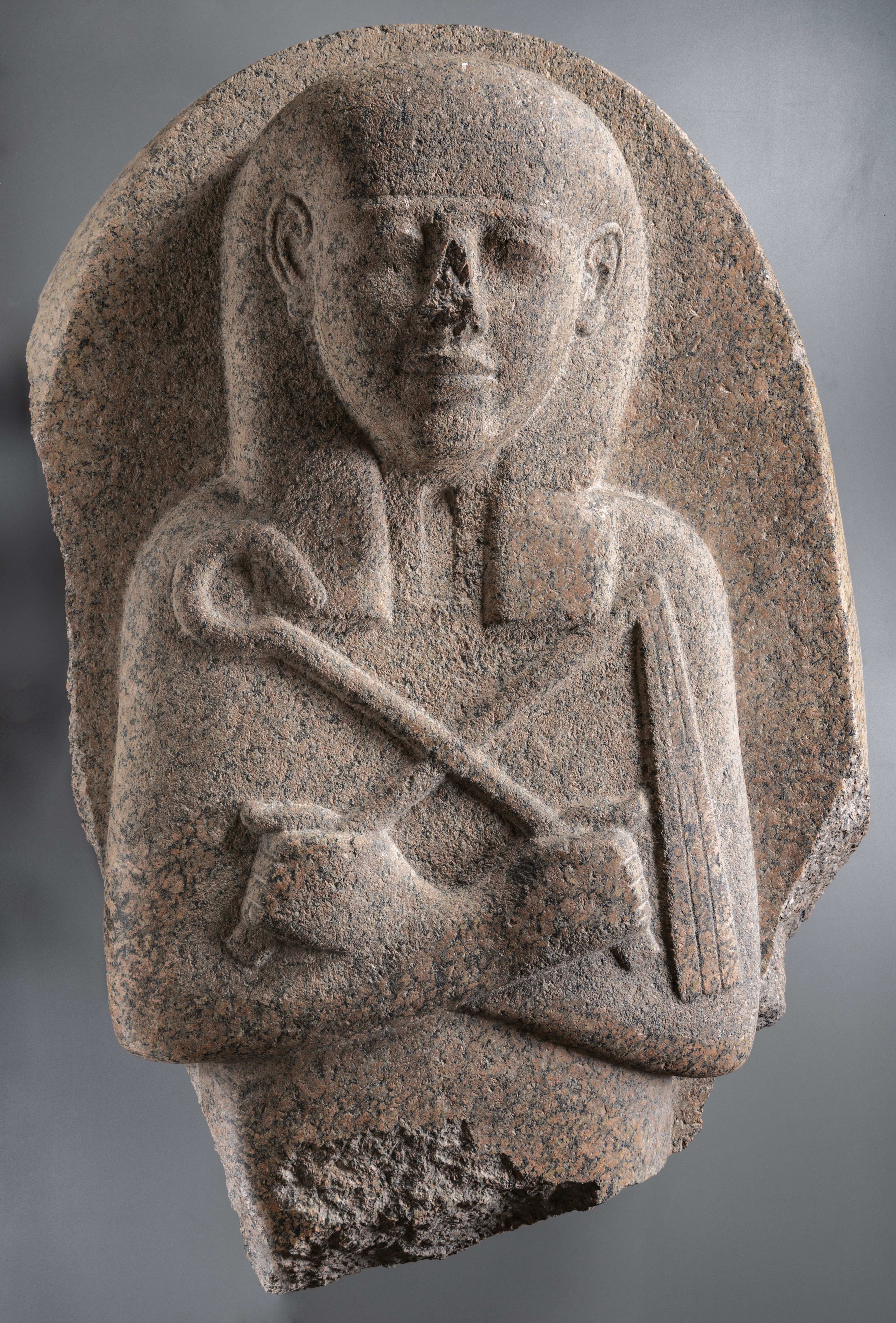
Nắp quách đá đã vỡ phần dưới của Khaemwaset (lưu giữ tại Bảo tàng Ai Cập Turin, Ý)